# William Poel

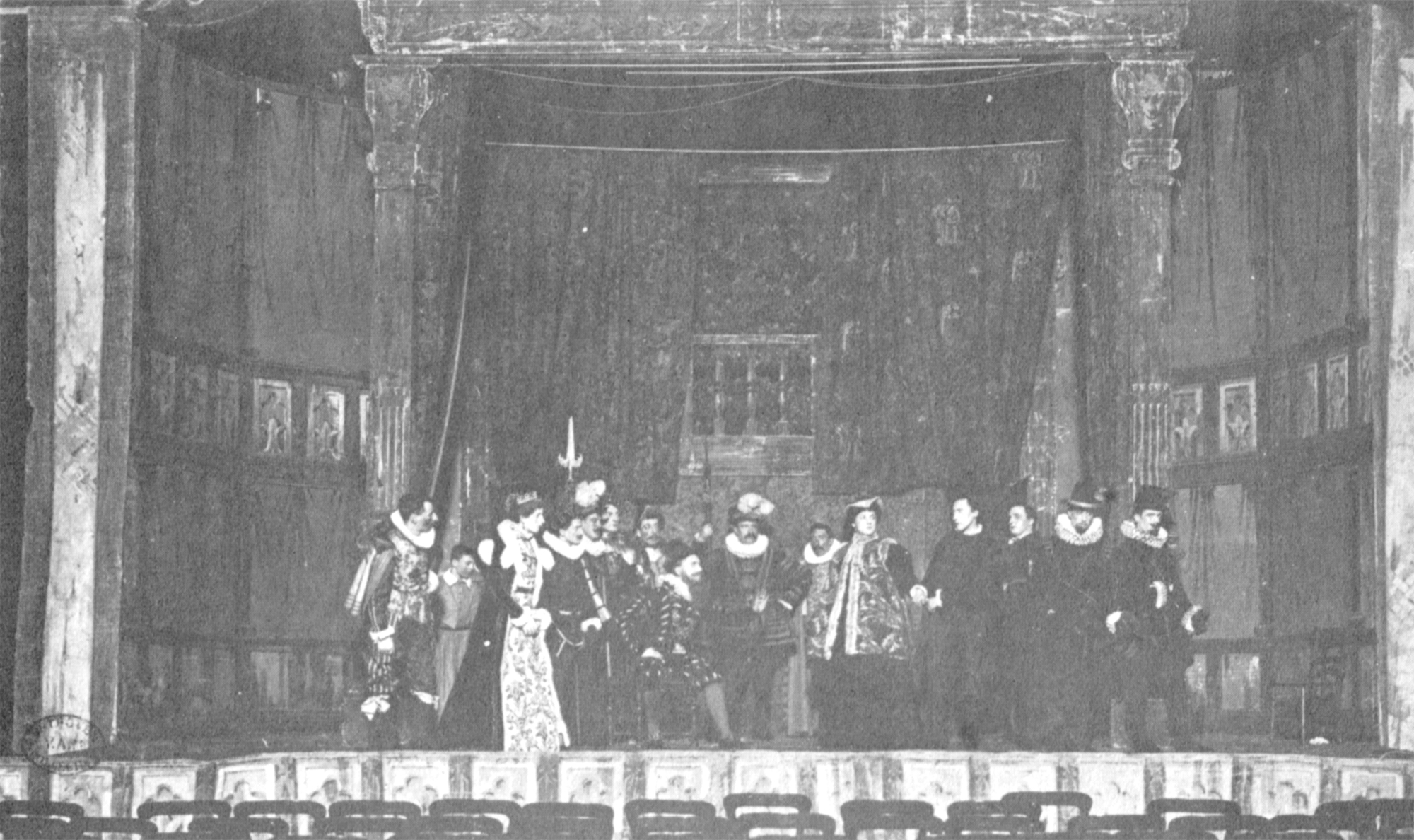
Escena de Hamlet, producción de Piel de 1881

William Poel (1852-1934) fue un actor, director teatral y dramaturgo inglés, conocido principalmente por sus representaciones de obras de Shakespeare. 

## Biografía
Hijo de William Pole, creció entre pintores prerrafaelitas y parece ser que posó para William Holman Hunt en su pintura Finding The Saviour In The Temple. Adoptó el nombre Poel a causa de una mala trascripción de su apellido en un cartel teatral. En el St George's Hall de Londres en 1881 presentó Hamlet, con el texto del primer cuarto (primeras ediciones) y sin escenario. De 1881 a 1883 fue mánager de la compañía Old Vic en Londres, y después, durante un año, también mánager de la compañía de Francis Robert Benson. 
En 1895 fundó la Elizabethan Stage Society y dedicó buena parte de su carrera a trabajar para la misma. Con sus estudios intentó recrear representaciones en un escenario abierto, un reparto unificado, texto íntegro y sin cortes, muy poco decorado, y ritmo alto en la actuación. Su trabajo afectó a muchos actores y dramaturgos, singularmente a Harley Granville-Barker. Sus puestas en escena incluían las piezas de William Shakespeare Medida por medida (1893) y Los dos hidalgos de Verona (1910), obras de Christopher Marlowe y Ben Jonson, Samson Agonistes (1900) de John Milton, y Locrine (1900), de Algernon Swinburne. 
Poel también dramatizó A Foregone Conclusion, de William Dean Howells, y la novela Mehala, de Sabine Baring-Gould. Escribió varias comedias y un libro, Shakespeare in the Theatre. La National Portrait Gallery contiene numerosas pinturas realizadas por William Tonks con Poel en el papel de Father Keegan en la obra de George Bernard Shaw John Bull's Other Island.